# گرگور اشنیتسلر
گرگور اشنیتسلر (آلمانی: Gregor Schnitzler؛ زادهٔ ۱۹۶۴) کارگردان فیلم اهل آلمان است.
از فیلم‌ها یا مجموعه‌های تلویزیونی که وی در آن‌ها نقش داشته‌است، می‌توان به لوته در باهاوس اشاره نمود.